# Vakiri
Vakiri (en georgiano: ვაქირი) es un pueblo en el sureste de Georgia, ubicada en el centro de la región de Kajetia y parte del municipio de Signagi. 

## Geografía
Vakiri se encuentra en el valle del Alazani, a 9 km de Signagi. 

## Demografía
La evolución demográfica de Vakiri entre 2002 y 2014 fue la siguiente:
| 2937                                            | 1950 |
| (Fuente: Population of Georgia in Soviet times) |      |

Según el censo de 2014, los georgianos constituían el 99,6% de la población.